# Kostandin Shpataraku
Kostandin Shpataraku, [ˌkɔˈstandin ˈʃpaˈtaɾˌaku] (Shpat Elbasan, 1736 – 1767), è stato un pittore albanese.
Pittore di icone e affreschi ortodossi del periodo post-bizantino nel diciottesimo secolo. Ha continuato a combinare la tradizione bizantina con influenze rinascimentali. È considerato una delle figure più importanti dell'arte medievale albanese insieme a Onufri e David Selenica.
Kostandin Shpataraku è nato nella regione di Shpat, nei dintorni di Elbasan, che all'epoca faceva parte dell'Impero Ottomano. Fu decapitato dagli Ottomani a Elbasan e la sua famiglia prese il suo corpo e lo seppellì nel suo villaggio, con la testa separata dal resto del corpo, così gli Ottomani non poterono trovare la sua tomba esatta. Successivamente fu costruita una piccola cappella in sua memoria. È anche commemorato come santo dalla gente del posto il 21 settembre.
La sua arte e il suo lascito si distinguono per le sue miniature che introducono elementi della vita quotidiana nell'arte visiva. Il suo lavoro artistico è rappresentato da una collezione di icone e affreschi, ad esempio all'interno del Monastero di Ardenica e della Chiesa di San Jovan Vladimir. Molte delle sue opere appartengono a collezioni private. Diversi lavori sono stati raccolti e restaurati e sono attualmente in mostra presso il Museo nazionale dell'arte medievale a Coriza, il Museo Iconografico Nazionale a Berat e altri musei.
Nel 2010, una pittura di icona attribuita a lui è stata venduta a Hetem Ramadani per 75.000 euro durante un ballo di beneficenza ospitato da Liri Berisha, moglie del premier albanese. L'icona era stata precedentemente di proprietà della famiglia del pittore moderno Alush Shima.